# Gustav Castenskiold
Gustav Castenskiold (12. august 1815 i Næstved – 12. marts 1886 i København) var en dansk officer, bror til Ludvig Castenskiold, Henrik Castenschiold og Theodor Christian Castenschiold.
Castenskiold var en søn af officeren Christian Castenschiold og blev kadet 1833. Efter at være afgået fra Landkadetakademiet som sekondløjtnant med aldersorden fra 1. april 1834 ansattes han ved det sjællandske lansenerregiment (det senere 4. dragonregiment), hvorved han forblev efter at være udnævnt til karakteriseret premierløjtnant i 1841. Under felttoget 1849 var Castenskiold ansat ved gardehusardivisionen Torp, hvormed han deltog i slaget ved Fredericia. Under slaget ved Isted var han ansat ved 4. dragonregiment og fik her lejlighed til at udmærke sig, i det han gjorde et indhug på fjendtlige tiraillører, som fra Øvre Stolk truede batteriet Baggesen. Han såredes ved denne lejlighed, fik en hest skudt under sig og måtte give sig til fange. 1850 blev han Ridder af Dannebrog.
Efter krigen (1852) kom Castenskiold, som imidlertid var blevet udnævnt til ritmester med aldersorden fra 1849, til 5. dragonregiment som skoleforstander og i 1854 til 6. dragonregiment som eskadronschef. Som tjenstgørende major rykkede han 1864 i felten og deltog i træfningen ved Vejle 8. marts, hvornæst han med dygtighed førte kommandoen over et strejfkorps på 3 eskadroner og 1 kompagni, hvilket i forbindelse med andre blev udsendt fra Mors for at vanskeliggjøre fjendens fremtrængen imod nord. Allerede i marts samme år var han blevet forfremmet til karakteriseret major og blev samme år Dannebrogsmand. Efter fredsslutningen førte han i nogen tid befalingen over 6. dragonregiment, gjorde atter tjeneste ved 4. dragonregiment, hvornæst han 1866 forfremmedes til oberstløjtnant, idet han samtidig blev udset til at være den fremtidige generalinspektør for rytteriet, hvortil han allerede udnævntes i november samme år, medens han tillige blev oberst og ved gennemførelsen af Hærloven af 1867 general. Som generalinspektør havde han i en længere årrække betydelig indflydelse på rytteriets hele uddannelse, idet han med myndighed gjorde sin anskuelse gældende. I 1879 var han medlem af den under kronprins Frederik nedsatte kommission, der skulle revidere Hærloven af 1867.
Castenskiold fejrede 1. april 1884 sit 50 års officersjubilæum og udnævntes ved denne lejlighed til Storkors af Dannebrog, efter at han 1869 og 1873 havde fået Kommandørkorset af 2. og 1. grad. Året efter, da han nåede den foreskrevne aldersgrænse, erholdt han sin afsked fra militærtjenesten, og 12. marts 1886 afgik han ved døden.
9. juni 1843 i Næstved havde han indgået ægteskab med Ida Hortensia Wegener (6. juli 1815 i Jægersborg – 20. maj 1891 på Frederiksberg), datter af major, senere kammerherre og oberst Carl Ludvig Wegener (1770-1829) og Anna Margrethe Røttger (1787-1863).
Han er begravet på Solbjerg Parkkirkegård. Der findes en kultegning af senere general Louis le Maire i familieeje.